# Mojtín
Mojtín je naseljeno mjesto u okrugu Púchov u  Trenčínskom kraju u Slovačkoj.

## Stanovništvo
| Godina:     | 1993. | 2003.   | 2013.    | 2023.    |
| ----------- | ----- | ------- | -------- | -------- |
| Broj ljudi: | 632   | 588     | 477      | 423      |
| Razlika:    |       | -6,96 % | -18,87 % | -11,32 % |

| Godina:     | 2022. | 2023.   |
| ----------- | ----- | ------- |
| Broj ljudi: | 423   | 423     |
| Razlika:    |       | -1,42 % |

Prema podacima o broju stanovnika iz 2023. godine naselje je imalo 423 stanovnika.

## Vanjske poveznice
|  | Zajednički poslužitelj ima još gradiva o temi Mojtín |

- Službena stranica naselja (sl.)